# Hasilpur
Hasilpur är en stad i distriktet Bahawalpur i den pakistanska provinsen Punjab. Folkmängden uppgick till cirka 115 000 invånare vid folkräkningen 2017.